# Grampus griseus
Grampus griseus (Сірий дельфін або Дельфін Різо або Грампус) — вид морських ссавців родини дельфінових. Єдиний представник роду Grampus.

## Поширення
Це досить поширений вид, що мешкає в основному у водах континентального схилу і зовнішнього шельфу. Він також зустрічається в деяких океанічних районах, за межами континентального схилу, наприклад, у східній тропічній частині Тихого океану. Його діапазон поширення включає в себе безліч напівзакритих водоймах, таких як Мексиканська затока, Каліфорнійська затока, Червоне море, Перська затока, Японське море, Середземне море. 

## Морфологія

### Морфометрія
Голова і тіло довжиною 360—400 см, нагрудний плавник довжиною приблизно 60 см, спинний плавник 40 см заввишки, вага 400—450 кг.

## Опис
Забарвлення змінюється з віком. Немовлята зверху від сірого до коричневого, а знизу кремового кольору. Шрами, викликані боями з іншими особинами, часто добре видні. У похилому віці забарвлення зазвичай біле. Бійки, від яких багато сірих дельфінів отримують шрами інколи призводять до фатальних наслідків. Тривалість життя у природі складає принаймні 30 років.

## Поведінка
Харчуються ракоподібними і головоногими молюсками, але, схоже, воліють споживати кальмарів.

## Галерея

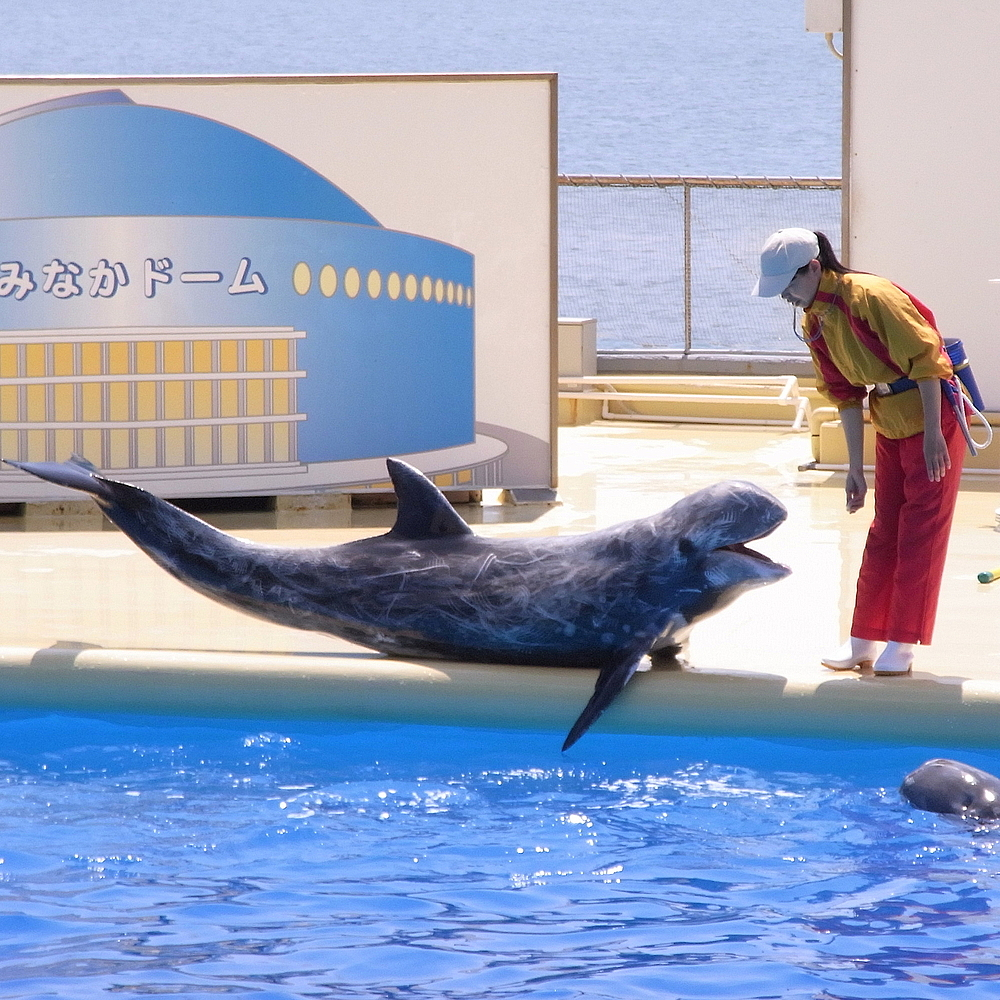
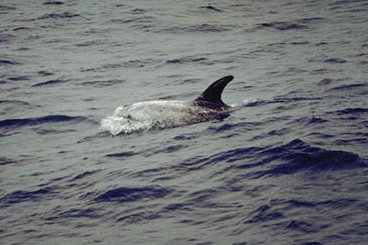
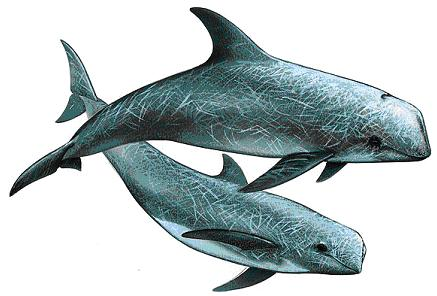